# Acanthocladiella julicaulis
Acanthocladiella julicaulis là một loài Rêu trong họ Sematophyllaceae. Loài này được (Broth. & Paris) H. Rob. & C.F. Reed mô tả khoa học đầu tiên năm 1966.